# Silas Gnaka
 (décembre 2018).
Silas Gnaka, né le 18 décembre 1998, est un footballeur ivoirien qui évolue au poste d'arrière gauche au 1. FC Magdebourg.

## Biographie
Il rejoint le club belge du KAS Eupen lors du mercato d'été 2017. Le 7 avril 2018, il délivre sa première passe décisive, envers son coéquipier Mamadou Koné, lors d'un match contre le KV Ostende.